# Aberdeen (Idaho)
Pour les articles homonymes, voir Aberdeen (homonymie).
Aberdeen est une ville située dans le comté de Bingham, dans l’État d’Idaho, aux États-Unis.

## Démographie
| 1920 | 1930 | 1940  | 1950  | 1960  | 1970  |
| ---- | ---- | ----- | ----- | ----- | ----- |
| 471  | 646  | 1 016 | 1 486 | 1 484 | 1 542 |

| 1980  | 1990  | 2000  | 2010  | - | - |
| ----- | ----- | ----- | ----- | - | - |
| 1 528 | 1 406 | 1 840 | 1 994 | - | - |

Lors du recensement de 2000, elle comptait 1 840 habitants.

## Source
- (en) Cet article est partiellement ou en totalité issu de l’article de Wikipédia en anglais intitulé « Aberdeen, Idaho » (voir la liste des auteurs).